# Jaime de Prades
Jaime de Aragón y Arenós de Prades, señor de Caccamo (en catalán: Jaume de Prades i d'Arenós; ¿?-Perpiñán, 25 de agosto de 1408), fue un noble, político y militar aragonés del siglo XIV y principios del xv, progenitor de los Prades en Sicilia.

## Biografía
Se presume que Jaime nació en la segunda mitad del siglo XIV. Era el segundo hijo de Juan de Aragón y Foix, conde de Prades, y de Sancha Ximénez de Arenós.
En 1392, llegó a Sicilia siguiendo a Martín el Joven, quien después de haber adquirido posesión de la isla, lo nombró primero gobernador de Catania entre 1393 y 1395, luego gran condestable de la Corona de Aragón en 1396, y finalmente le confió el puesto de almirante del Reino de Sicilia en 1398. Teniente en el Val di Mazara, en 1397, por orden del soberano aragonés, asedió Caccamo, ex feudo de la familia Chiaramonte y pueblo rebelde, que el mismo le concedió como feudo. El rey Martín también otorgó a los Prades los señoríos de Alcamo, Calatafimi y Mussomeli (que serían vendidos en 1408 a Giovanni di Castellar), previamente confiscados a las familias Ventimiglia, Chiaramonte y Moncada.
Bajo el dominio feudal de los Prades, el desarrollo urbanístico del pueblo de Caccamo fue importante, gracias a las numerosas obras públicas, que fueron más significativas que las encargadas por los anteriores señores feudales. En 1407 fundó el convento franciscano cerca de la Iglesia de Santa Margherita. Ese mismo año compró las tierras de Sclafani y Sortino.
En 1408 fue enviado en misión diplomática a Perpiñán por los soberanos Juan II de Castilla y Martín I de Aragón, por la cuestión del antipapa Benedicto XIII, y allí murió el 25 de agosto. Estuvo casado con Juana de Moncada Peralta, hija de Mateo, conde de Agosta, y tras su muerte en 1393, se casó con su prima Leonor de Aragón Ximénez, hija de Alfonso, conde de Dénia, y de ambas uniones no tuvo descendencia masculina.